# Adelsö
Adelsö é uma ilha do lago Mälaren, perto da costa da província histórica da Uppland.
Pertence ao município de Ekerö, do condado de Estocolmo. Tem uma área de 26 km ², e uma população de 717 habitantes (2005).
Está ligada por "ferryboat" a Sjöängen, na península de Munsö, na terra firme.